# علی اوسیوند
علیرضا اوسیوند (زادهٔ ۱ آذز ۱۳۳۶) بازیگر و صداپیشه ایرانی است. او مدرک فوق لیسانس کارگردانی تئاتر از دانشگاه تربیت مدرس تهران دارد. وی همچنین همسر حمیرا ریاضی بازیگر سینما و تلویزیون است.

## زندگی هنری
اسیوند دارای مدرک لیسانس بازیگری و فوق لیسانس کارگردانی تئاتر از دانشگاه تربیت مدرس است. او همسر حمیرا ریاضی است. وی فعالیت هنری اش را در زمینه بازیگری، دستیار تهیه و دستیار کارگردان در سازمان صدا و سیمای جمهوری اسلامی ایران شروع نموده؛ و بازیگری را با بازی در فیلم بازداشتگاه در سال ۱۳۶۲ آغاز کرد.

## فیلم‌شناسی

### فیلم
- بی سرزمین تر از باد (۱۴۰۱)
- بچه گرگ‌های دره سیب (۱۳۹۹)
- وام عسل (۱۳۹۷)
- مستطیل قرمز (۱۳۹۵)
- شهر اردیبهشت (۱۳۹۵)
- ماهورا (۱۳۹۵)
- در مدت معلوم(۱۳۹۴)
- شرفناز (۱۳۹۳)
- پایان خدمت (۱۳۹۲)
- رنج و سرمستی (۱۳۹۲)
- روزگاری عشق و خیانت (۱۳۹۲)
- دامنه‌های سفید (۱۳۹۱)
- مروارید (۱۳۹۱)
- گردنه (۱۳۹۰)
- دوازده صندلی (۱۳۹۰)
- خرس (۱۳۹۰)
- سیزده ۵۹ (۱۳۸۹)
- بوی گندم (۱۳۸۹)
- پایان‌نامه (۱۳۸۹)
- پرنده باز (۱۳۸۹)
- فیلادلفی (۱۳۸۹)
- کنسرت روی آب (۱۳۸۹)
- گلوگاه (۱۳۸۹)
- افراطی‌ها (۱۳۸۸)
- زیگزاگ (۱۳۸۸)
- صبح روز هفتم (۱۳۸۷)
- اخراجی‌ها(۱۳۸۶)
- نیما یوشیج (۱۳۸۵)
- پاپیتال (۱۳۸۵)
- گزارش مریم (۱۳۸۴)
- به‌آهستگی (۱۳۸۴)
- پل سیزدهم (۱۳۸۳)
- غروب شد بیا (۱۳۸۳)
- پیک‌نیک در میدان جنگ (۱۳۸۳)
- قدمگاه (۱۳۸۲)
- دیوانه‌ای از قفس پرید (۱۳۸۱)
- زیر پوست شهر (۱۳۷۹)
- رقص شیطان (۱۳۷۹)
- سهراب (۱۳۷۸)
- قاعده بازی (۱۳۷۶)
- تعقیب (۱۳۷۴)
- بازی با مرگ (۱۳۷۴)
- پناهنده (۱۳۷۲)
- آری چنین بود (۱۳۶۷)
- جستجو در شهر (۱۳۶۴)
- بازداشتگاه (۱۳۶۲)

### تلویزیون
| سال       | عنوان                              | سمت                | کارگردان                           | توضیحات                                                    |
| --------- | ---------------------------------- | ------------------ | ---------------------------------- | ---------------------------------------------------------- |
| ۱۴۰۵–۱۳۹۸ | سلمان فارسی                        | بازیگر             | داوود میرباقری                     | شبکه ۳                                                     |
| ۱۴۰۴      | یزدان                              | بازیگر             | منوچهر هادی                        | شبکه ۳                                                     |
| ۱۴۰۳      | هشت پا                             | بازیگر             | احمد معظمی                         | شبکه ۱                                                     |
| ۱۴۰۳      | روزی روزگاری برادر                 | بازیگر             | محمدرضا آهنج                       | شبکه ۳                                                     |
| ۱۴۰۲      | سنجرخان                            | بازیگر             | محمدحسین لطیفی                     | شبکه ۱                                                     |
| ۱۴۰۰      | سرجوخه                             | بازیگر             | احمد معظمی                         | شبکه ۳                                                     |
| ۱۴۰۰      | هم بازی                            | بازیگر             | سروش محمدزاده                      | شبکه ۲                                                     |
| ۱۳۹۸      | سلام آقای مدیر                     | بازیگر             | علیرضا توانا                       | شبکه ۲                                                     |
| ۱۳۹۸      | دل‌دار                              | بازیگر             | جمشید محمودی، نوید محمودی          | شبکه ۲                                                     |
| ۱۳۹۷      | بچه‌مهندس                           | بازیگر             | علی غفاری                          | شبکه ۲                                                     |
| ۱۳۹۶–۱۳۹۷ | افسانه هزارپایان                   | بازیگر             | شهاب عباسی                         | شبکه نسیم                                                  |
| ۱۳۹۶      | سایه‌بان                            | بازیگر             | جمشید محمودی                       | شبکه ۲                                                     |
| ۱۳۹۵      | آرام می‌گیریم                       | بازیگر             | روح‌الله سهرابی                     | شبکه ۲                                                     |
| ۱۳۹۳      | سال‌های ابری                        | بازیگر             | مهدی کرم‌پور                        |                                                            |
| ۱۳۹۳      | دولت مخفی \|بازیگر                 | راما قویدل         | شبکه ۲                             |                                                            |
| ۱۳۹۲      | زمانی برای عاشقی                   | بازیگر             | محمدحسین لطیفی                     | شبکه تهران                                                 |
| ۱۳۹۲      | تله‌فیلم «روز سرنوشت»               | بازیگر             | حسن هدایت                          | شبکه ۱                                                     |
| ۱۳۹۱      | تله‌فیلم «بیگانه با خود»            | بازیگر             | جمشید بیات‌ترک                      |                                                            |
| ۱۳۹۰      | نابرده رنج                         | بازیگر             | علی‌رضا بذرافشان                    | شبکه ۳                                                     |
| ۱۳۹۰      | تله فیلم «رمز عبور»                | ازیگر              | محمد دستگردی                       | شبکه ۳                                                     |
| ۱۳۹۰      | تله‌فیلم «ملاقات»                   | بازیگر             | حجت ذیجودی                         | شبکه ۱                                                     |
| ۱۳۹۰      | مثل شیشه                           | بازیگر             | جواد مزدآبادی                      | شبکه ۱                                                     |
| ۱۳۸۹      | تله‌فیلم «رؤیای شیرین»              | بازیگر             | محمدرضا رحمانی                     | محصول سیمای مرکز کرمانشاه                                  |
| ۱۳۸۹      | تله فیلم چشمان اسماعیل             | بازیگر             | کاظم راست گفتار                    | شبکه ۱                                                     |
| ۱۳۸۹      | ملکوت                              | بازیگر             | محمدرضا آهنج                       | ماه رمضان ۸۹ - شبکه ۲                                      |
| ۱۳۸۸      | تله‌فیلم «سوء پیشینه»               | بازیگر             | محسن آقاخان                        |                                                            |
| ۱۳۸۸      | تله فیلم «می‌تونه آخریش باشه»       | بازیگر             | جمشید محمودی                       | شبکه ۲                                                     |
| ۱۳۸۸      | عملیات ۱۲۵ (فصل دوم)               | بازیگر             | محمدرضا آهنج                       | شبکه تهران                                                 |
| ۱۳۸۷–۱۳۸۸ | مدرسه ما                           | بازیگر             | داریوش یاری                        | شبکه ۲                                                     |
| ۱۳۸۷      | تله‌فیلم «تروریست»                  | بازیگر             | حبیب‌الله بهمنی                     | شبکه ۲                                                     |
| ۱۳۸۶–۱۳۸۷ | پاتوق                              | بازیگر مهمان       | شاهین باباپور                      | برنامه خانواده شبکه ۱                                      |
| ۱۳۸۶      | تله فیلم جاسوس بازی                | بازیگر             | محمدرضا فاضلی                      | شبکه ۲                                                     |
| ۱۳۸۶–۱۳۸۵ | شکر تلخ                            | بازیگر             | احمد کاوری                         | شبکه ۲ محصول سیمای مرکز ایلام                              |
| ۱۳۸۵      | کتاب‌فروشی هدهد                     | بازیگر             | مرضیه برومند                       | شبکه سه                                                    |
| ۱۳۸۴      | تله فیلم «زمانی برای ماندن»        | بازیگر             | محمد دستگردی                       | شبکه ۱                                                     |
| ۱۳۸۴      | بچه‌های هور                         | بازیگر             | عبدالله باکیده                     |                                                            |
| ۱۳۸۴      | قرارگاه مسکونی                     | بازیگر             | جواد رضویان                        | شبکه ۵                                                     |
| ۱۳۸۴      | باران بهاری                        | بازیگر             | مسعود رشیدی                        |                                                            |
| ۱۳۸۴      | تله فیلم «مسافر»                   | بازیگر             | محمد دستگردی                       | شبکه ۱                                                     |
| ۱۳۸۲–۱۳۸۳ | هنگامه                             | بازیگر مهمان       | مجید جوانمرد                       | در برنامه خانواده شبکه ۱ پخش می‌شد.                         |
| ۱۳۸۱–۱۳۸۳ | دایره تردید                        | بازیگر             | امیر قویدل خشایار الوند            | شبکه ۱                                                     |
| ۱۳۸۱      | بدون شرح                           | بازیگر مهمان       | مهدی مظلومی                        | شبکه ۳                                                     |
| ۱۳۸۱      | نوعروس                             | بازیگر             | بیژن میرباقری                      | شبکه ۲                                                     |
| ۱۳۸۱      | جستجو در شهر                       | بازیگر             | حسن هدایت                          | شبکه تهران                                                 |
| ۱۳۷۸–۱۳۸۱ | شب‌چراغ                             | بازیگر             | امیر قویدل جمال شورجه مجید جوانمرد |                                                            |
| ۱۳۸۰      | تله فیلم «شاهد عینی»               | بازیگر             | جهانبخش لک                         | شبکه ۳                                                     |
| ۱۳۸۰      | گروه هفت                           | بازیگر             | فریال بهزاد                        | شبکه تهران                                                 |
| ۱۳۸۰      | حمله‌دار                            | بازیگر             | جعفر سیمایی                        | شبکه ۳                                                     |
| ۱۳۸۰      | خطِ قرمز                            | بازیگر             | قاسم جعفری                         | شبکه ۳                                                     |
| ۱۳۸۰      | خاکستر و باد                       | بازیگر             | جهانبخش لک                         | شبکه ۲                                                     |
| ۱۳۸۰      | زیر آسمان شهر                      | بازیگر مهمان       | مهران غفوریان                      | شبکه ۳                                                     |
| ۱۳۷۹–۱۳۸۰ | چراغ جادو                          | بازیگر مهمان       | همایون اسعدیان                     | شبکه ۱                                                     |
| ۱۳۷۹      | همسایه‌ها                           | بازیگر             | محمدحسین لطیفی                     | شبکه ۳                                                     |
| ۱۳۷۹      | میهمانی از بهشت                    | بازیگر             | عبدالله باکیده                     |                                                            |
| ۱۳۷۹      | ماجراهای خانوادهٔ تمدن ۲            | بازیگر             | غلامعباس قنبری سپهر محمدی          |                                                            |
| ۱۳۷۸–۱۳۷۹ | این گروه پلیس                      | بازیگر             | علی قوی‌تن                          | شبکه تهران                                                 |
| ۱۳۷۸      | این چند نفر                        | بازیگر             | مهران غفوریان                      | شبکه ۳                                                     |
| ۱۳۷۸      | کاشانه                             | بازیگر             | قاسم جعفری                         | شبکه ۳                                                     |
| ۱۳۷۷–۱۳۷۸ | آژانس دوستی                        | بازیگر مهمان       | گروه کارگردانان                    | شبکه ۱                                                     |
| ۱۳۷۷      | مجتمع مسکونی فرخ و فرج             | بازیگر             | اصغر فرهادی                        | در نوروز ۷۸ از شبکه ۲ پخش شد.                              |
| ۱۳۷۷      | گل من‌گلی                           | بازیگر             | قاسم جعفری                         | شبکه تهران                                                 |
| ۱۳۷۷      | مادر                               | بازیگر             | عبدالرضا اکبری                     | از برنامه سیمای خانواده پخش می‌شد.                          |
| ۱۳۷۷      | بازی با مرگ (فصل دوم مزد ترس)      | بازیگر             | حمید تمحیدی                        | شبکه ۲                                                     |
| ۱۳۷۶–۱۳۷۷ | هفت‌سنگ                             | بازیگر             | عبدالرضا نواب‌صفوی                  | شبکه ۲                                                     |
| ۱۳۷۶      | پهلوانان نمی‌میرند                  | بازیگر             | حسن فتحی                           | شبکه ۲                                                     |
| ۱۳۷۶      | تله‌فیلم «استاد اعظم»               | بازیگر             | محرم زینال‌زاده                     |                                                            |
| ۱۳۷۵      | مرداب                              | بازیگر             | حسین کامران                        | شبکه ۱                                                     |
| ؟         | این خانه قشنگ است                  | بازیگر             | حسین کامران                        | اواسط دهه هفتاد از برنامه «سیمای خانواده» شبکه ۱ پخش می‌شد. |
| ۱۳۷۴      | خورشید شب                          | بازیگر             | سیروس مقدم فریبرز صالح             | نسخهٔ سینمایی آن با نام «شیخ مفید» اکران شد.                |
| ۱۳۷۴      | گم‌شده                              | بازیگر             | عبدالرضا اکبری                     | از برنامه «سیمای خانواده» شبکه ۱ پخش می‌شد.                 |
| ۱۳۷۴      | تله‌تئاتر «انگشتری ژنرال ماسیاس»    | بازیگر             | غلامرضا حامدی‌خواه                  | کارگردان تلویریونی: «مهتاج نجومی»                          |
| ۱۳۷۲      | از پا نیفتاده                      | بازیگر             | حسین کامران                        | شبکه ۱                                                     |
| ۱۳۷۲      | لبخند زندگی                        | بازیگر             | محمد دستگردی                       | شبکه ۱                                                     |
| ۱۳۷۱      | میهمان مرو                         | بازیگر             | علاءالدین رحیمی                    |                                                            |
| ۱۳۷۲      | از پا نیفتاده                      | بازیگر             | حسین کامران                        | اوایل دهه هفتاد از برنامه «سیمای خانواده» شبکه ۱ پخش می‌شد. |
| ۱۳۷۱      | آوارگان عشق                        | بازیگر             | علاءالدین رحیمی                    | شبکه ۲                                                     |
| ۱۳۶۷–۱۳۶۹ | رعنا                               | بازیگر             | داود میرباقری                      | شبکه ۱                                                     |
| ۱۳۶۶      | تله‌تئاتر «ماجراهای رونالد و مادرش» | بازیگر             | حسین پناهی                         | شبکه ۱                                                     |
| ۱۳۶۶      | آئینه (فصل سوم)                    | بازیگر             | فریدون فرهودی                      | شبکه ۱                                                     |
| ۱۳۶۵      | کوچ عاشقان                         | بازیگر             | علاءالدین رحیمی                    |                                                            |
| ۱۳۶۴      | روایت عشق                          | بازیگر دستیار تهیه | علاءالدین رحیمی انوشیروان ارجمند   | شبکه ۱                                                     |

### نمایش خانگی
| سال  | عنوان       | نقش    | کارگردان      | توضیحات              |
| ---- | ----------- | ------ | ------------- | -------------------- |
| ۱۴۰۳ | جان سخت     | علی    | مصطفی تقی‌زاده | پخش در پلتفرم فیلم‌نت |
| ۱۴۰۱ | پوست شیر    | بازیگر | جمشید محمودی  | پخش در پلتفرم فیلم‌نت |
| ۱۴۰۱ | شب‌های مافیا | بازیگر | سعید ابوطالب  | پخش در پلتفرم فیلیمو |